# Charlevoix (stanice metra v Montréalu)
Charlevoix je jedna z 27 stanic zelené linky montrealského metra (Angrignon – Honoré-Beaugrand), jejíž celková délka je 22,1 km. Ve směru z jihu na sever je tato stanice v pořadí sedmá, v opačném směru dvacátá první. Na rozdíl od většiny ostatních nemá tato stanice nástupiště do obou směrů linky naproti sobě na jednom podlaží, ale na dvou položených nad sebou. Údaje uvádějící její hloubku jsou tedy dva: 24,4 m pro nástupiště směr Angrignon a 29,6 m pro nástupiště směr Honoré-Beaugrand). Její vzdálenost od předchozí stanice LaSalle činí 707,25 metrů a od následující stanice Lionel-Groulx 1 077,31 metrů.

## Historie stanice a zelené linky
Stanice Charlevoix byla otevřena 3. září 1978. Projektoval ji ateliér Ayotte et Bergeron.
Prvních osm stanic směrem od stanice Angrignon včetně stanice Charlevoix bylo dáno do provozu v roce 1978 a jde tedy o služebně nejmladší část zelené linky. Nejstarší (středová) část linky (od stanice Atwater až po Frontenac, celkem 10 stanic) byla zprovozněna v roce 1966 a zbylá (nejsevernější) část (od stanice Préfontaine až po stanici Honoré-Beaugrand, celkem 9 stanic) v roce 1976.